# Jessie Street
Jessie Mary Grey Street, née Lillingston (18 avril 1889 – 2 juillet 1970) est une suffragette australienne, féministe et militante des droits de l'homme.